# Receptor (biochemie)

Een voorbeeld van membraanreceptoren.
1. Liganden, gelegen buiten de cel
2. Liganden verbinden zich met specifieke receptorproteïnen op basis van de vorm van de actieve plaats van het proteïne.
3. De receptor geeft een boodschapper vrij zodra de ligand zich heeft verbonden met de receptor.

Receptoren zijn eiwitten in de celmembraan, het cytoplasma of de celkern, waaraan een specifiek molecuul kan binden. Receptoren kunnen signalen van binnen of buiten de cel doorgeven: wanneer een signaalmolecuul aan een receptor bindt, kan de receptor een cellulaire respons op gang brengen. Zowel lichaamseigen (endogene) stoffen, zoals neurotransmitters, hormonen en cytokinen, als lichaamsvreemde (exogene) stoffen,  zoals antigenen en feromonen, kunnen een dergelijke cellulaire respons opwekken. Kennis over receptoren is van groot belang voor het onderzoek naar geneesmiddelen: door een farmacon te laten aangrijpen op een specifieke receptor, kunnen biologische processen zeer gericht beïnvloed worden.

## Soorten receptoren
Receptoren zijn in vier groepen onder te verdelen:
1. Ionotrope receptoren: deze receptoren bevinden zich vaak in de celmembraan. Ze hebben hier een modulerend effect op de actiepotentiaal en concentratiegradiënten van ionen over de celmembraan (poortwachterseffect) via een ionkanaal.
2. G-eiwitgebonden receptoren: na activatie van deze receptoren ontstaan er intracellulair zogenaamde "second messengers". Deze "second messengers" zorgen uiteindelijk, na een aantal biochemische tussenstappen, voor het uiteindelijke fysiologische effect.
3. DNA-gebonden receptoren: deze zorgen voor activatie van een bepaald deel van het DNA van een cel waardoor er een fysiologische respons optreedt. Deze kernreceptoren liggen vaak in de celkern, en de respons treedt over het algemeen traag in. De schildklier- en steroïdhormonen werken op dergelijke receptoren.
4. Enzymgebonden receptoren: de insulinereceptor is bijvoorbeeld direct gebonden aan het enzym tyrosinekinase, waardoor deze pas werkt als er insuline op de receptor aanwezig is.

## Werking
Net als enzymen werken receptoren volgens een sleutel-slotmodel, dat wil zeggen dat op één receptor in principe slechts één stof kan binden. Voor het ontstaan van een normale fysiologische respons is het vaak noodzakelijk dat een endogene (lichaamseigen) stof zich bindt aan zijn bijbehorende receptor. Na binding wordt de receptor geactiveerd en ontstaat er secundair een intracellulaire respons. Uiteindelijk zorgt deze voor het beoogde fysiologische effect (bijvoorbeeld gaat een hartspiercel sneller en krachtiger samentrekken nadat adrenaline de adrenalinereceptor heeft bezet en geactiveerd).
Deze fysiologische effecten kunnen medicamenteus worden beïnvloed. In de regel gebeurt dat door het geven van farmaca. Op zich zijn de farmaca voor het overgrote deel exogeen van aard, dat wil zeggen dat ze normaal niet in het lichaam voorkomen, maar toch beïnvloeden ze fysiologische processen. Het merendeel van de farmaca doet dat doordat ze een interactie kunnen aangaan met een receptor van een endogene stof. Na binding met een receptor kunnen er twee dingen gebeuren:
1. de receptor wordt geactiveerd. Na activatie van de receptor door een farmacon ontstaat er dezelfde fysiologische respons die ook zou optreden na binding met de bijbehorende endogene stof. Alleen kan de aard, zoals intensiteit en duur, van de respons afwijkend zijn. Een farmacon die het effect van een endogene stof nabootst of versterkt wordt een agonist genoemd; zo is het farmacon isoprenaline een agonist van het hormoon adrenaline.
2. de receptor wordt niet geactiveerd en alleen maar bezet waardoor de endogene stof er slechter of niet meer mee kan binden. Een farmacon die de werking van een endogene stof vermindert of tegengaat wordt een antagonist genoemd. De farmaca gaan dus over het algemeen de competitie aan met de endogene stof voor de plaats op de receptor. We spreken dan van competitief antagonisme. Zo werken spierverslappers door het verhinderen van de binding van de neurotransmitter acetylcholine  met de acetylcholinereceptoren, zodat deze receptoren niet meer geactiveerd kunnen worden, en de impulsoverdracht tussen zenuw en spiercel tot stilstand komt met spierverslapping als resultaat. Een antagonist kan ook noncompetitief zijn. De antagonist bindt dan op een andere plaats dan de agonist en zorgt er dan via allostere regulatie (binding op een bindingsplaats beïnvloedt een andere bindingsplaats op hetzelfde eiwit) voor dat de agonist niet kan binden.

In sommige gevallen is de binding van een farmacon met de receptor permanent. De werking is dan irreversibel. 
Er zijn zowel inhiberende (remmende) als exciterende receptoren. Dopamine stimuleert bepaalde zenuwcellen en remt andere. Een antagonist van dopamine zal in het laatste geval juist stimulerend werken op die bepaalde cel. 
Voorbeeld: dopamine remt de vorming van prolactine, het melkvormende hormoon. Patiënten die behandeld worden met een dopamine-blokkerend medicijn zoals haloperidol kunnen daardoor een beetje melkuitvloed krijgen.

## Aanmaak
Receptoren worden gemaakt en ook vervangen door de cel zelf. De cel houdt ook toezicht op zijn aanmaak van receptoren. Als er te veel stimulering van receptoren optreedt, kan de cel de productie van receptoren omlaag schroeven (downregulatie). Als de stimulering van de receptoren te weinig is, kan de cel de productie van receptoren opschroeven (upregulatie).
Vaak reageren er meer receptoren op een medicament. De farmaceutische industrie probeert de effecten zo specifiek mogelijk te maken, daardoor verminderen de bijwerkingen en wordt de bruikbaarheid groter.

## Co-receptor
Een co-receptor is een membraanreceptor die naast een primaire receptor ook een signaalmolecuul bindt om ligandherkenning te vergemakkelijken en biologische processen te initiëren, zoals het binnendringen van een pathogeen in een gastheercel.

## Enkele (vereenvoudigde) voorbeelden
- adrenerge receptoren

alfa-blokkerend: vaatverwijdend
bèta 1-blokkerend: bloeddrukverlagend, vermindert de inspanning van het hart, gaat trillende handen tegen, vermindert stress-reactie
bèta 2-stimulerend: als spray tegen astma
bèta-stimulerend : weeënremmer
- acetylcholine:

muscarinereceptorblokkade (atropine) maakt de slijmvliezen droog en versnelt de hartactie zoals bij het syndroom van Sjögren
cholinesteraseremmers: vergroten de hoeveelheid beschikbaar acetylcholine, verminderen de verschijnselen van bepaalde dementies of van myasthenia gravis
- dopamine:

blokkade werkt antipsychotisch
stimulering werkt tegen de ziekte van Parkinson
- histamine:

Histamine 1-blokkade : anti-allergisch
Histamine 2-blokkade : maagzuurremmend
Andere bekende receptoren zijn die voor de hormonen, GABA, endorfinen en serotonine.